# Kołzin
Kołzin – osada w Polsce położona w województwie zachodniopomorskim, w powiecie koszalińskim, w gminie Sianów, nad strumieniem Rowianką, w pobliżu trasy linii kolejowej nr 202 (Szczecin-Słupsk-Gdynia).
Według danych z 30 czerwca 2003 r. osada miała 17 mieszkańców.
W latach 1975–1998 miejscowość administracyjnie należała do województwa koszalińskiego.